# Gyrolokomotive

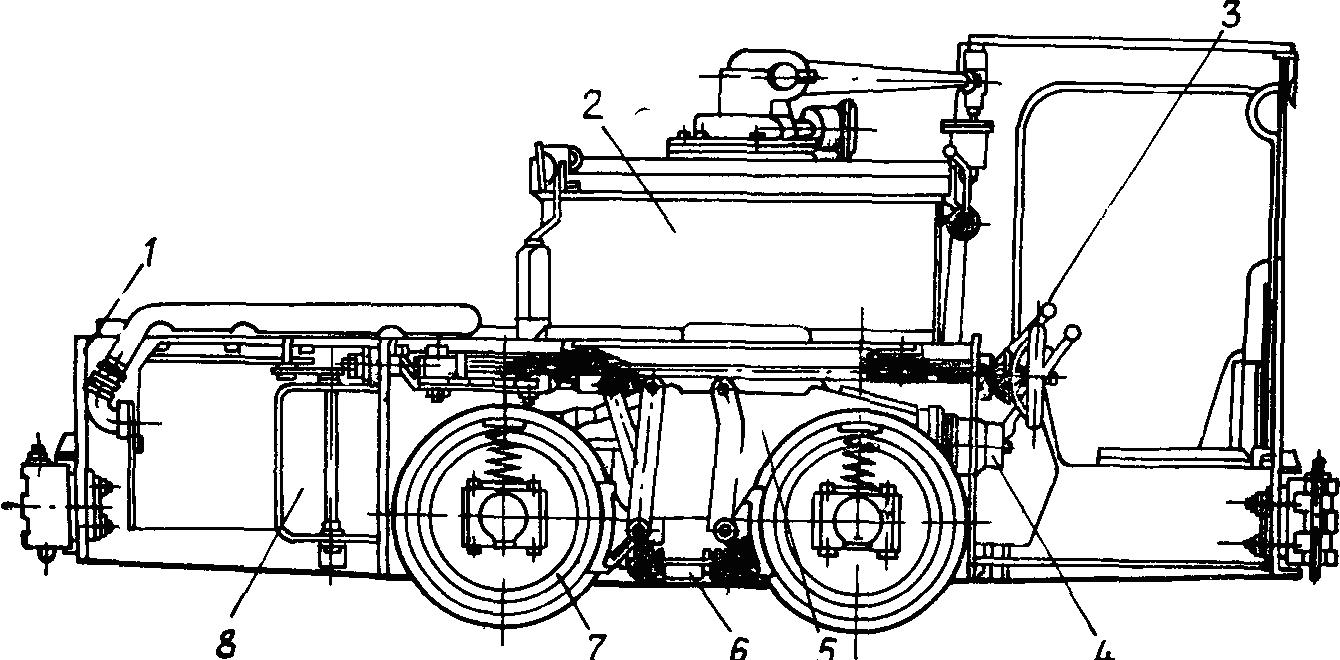
Kreiselschema: Rahmen 1, Schwungrad 2, Sand (3) und Bremssystem (6), Schaltmechanismus 4, Zwei-Gang-Getriebe 5, Fahrwerk 7 und Pneumatikmotor 8

Die Gyrolokomotive war eine 1954 von der Maschinenfabrik Oerlikon (MFO) erbaute Lokomotive für Grubenbahnen, deren Antriebstechnologie per Schwungradspeicherung auf dem vier Jahre zuvor erstmals vorgestellten Gyrobus basierte. Die Lokomotive wiegt 3,5 Tonnen, davon allein das Schwungrad 1,5 Tonnen.
Das einzige je existierende Schienenfahrzeug mit dieser Antriebstechnik wurde für die Eisenerzmine im französischen Saint-Pierremont gebaut. Die Maschine bewährte sich dort jedoch nicht, weil infolge ungenügender Stromversorgung keine ausreichende Aufladung möglich war. Sie kam anschließend ins Eisenbergwerk Gonzen nach Sargans in der Schweiz. Dort war sie bis zur Einstellung der Erzförderung 1966 im Einsatz. Nach langer Abstellzeit wurde die Lokomotive reaktiviert und kommt seit 1994 gelegentlich vor Besucherzügen in das stillgelegte Bergwerk zum Einsatz.